# Pałac w Juszczynie
Pałac w Juszczynie – wybudowany w 1825 r., w Juszczynie.

## Położenie
Pałac położony jest we wsi w Polsce, w województwie dolnośląskim, w powiecie średzkim, w gminie Środa Śląska.

## Historia
Obiekt jest częścią zespołu pałacowego, w skład którego wchodzą jeszcze: park z kopcem widokowym z połowy XIX w.; spichrz z pierwszej połowy XIX w.